# Giải Critics' Choice Television
Giải Critics' Choice Television là giải thưởng thường niên do Hiệp hội Báo chí Phát thanh Truyền hình (BTJA) (Hoa Kỳ) tổ chức. Giải thưởng được trao lần đầu vào năm 2011 và được phát trực tiếp trên VH1.com. Đến lễ trao giải lần thứ tư (ngày 19 tháng 6 năm 2014) thì đơn vị truyền hình trực tiếp được giao cho hệ thống truyền hình The CW. Vào tháng 10 cùng năm, A&E Network trở thành đơn vị độc quyền phát sóng các buổi lễ trao giải cả trong lĩnh vực truyền hình và điện ảnh trong vòng hai năm (từ 2015 đến 2016).

## Lịch sử
Hiệp hội Báo chí Phát thanh Truyền hình Mỹ (BTJA) được thành lập vào năm 2011 với tư cách là một nhánh của Hiệp hội Phê bình Phim Phát sóng. Chương trình trao giải do giám đốc điều hành Bob Bain sản xuất.
Theo quyền chủ tịch của BTJA, ông Joey Berlin, Giải Critics' Choice Television được tổ chức để "tăng cường khả năng tiếp cận việc phát sóng cho các nhà báo trong lĩnh vực truyền hình. Giống như Giải Lựa chọn của giới phê bình điện ảnh, được tạo ra với tư cách là một giải thưởng quan trọng trong mùa giải thưởng điện ảnh hàng năm, chúng tôi tin tưởng rằng Giải Critics' Choice Television cũng sẽ đóng vai trò tương tự đối với ngành công nghiệp truyền hình".